# Nina Zaznobina
Nina Kostantinovna Zaznobina (Russisch: Нина Константиновна Зазнобина) (Koskovo, Oblast Jaroslavl, 25 november 1927 - Sint-Petersburg, 12 februari 2015) was een basketbalspeler van het nationale damesteam van de Sovjet-Unie. Ze werd Meester in de sport van de Sovjet-Unie in 1953. Ze kreeg de onderscheiding Medaille voor de 300e Verjaardag van Sint-Petersburg.

## Carrière
Zaznobina begon haar carrière in 1951 bij Iskra Leningrad en werd één keer derde om het Landskampioenschap van de Sovjet-Unie in 1953. In 1955 verhuisde ze naar de legerploeg van SKA Leningrad. Met SKA werd ze twee keer tweede om het Landskampioenschap van de Sovjet-Unie in 1961 en 1962. Ook werd ze één keer derde in 1960. In 1962 haalt ze met SKA de finale van de FIBA Women's European Champions Cup. Ze verliezen van TTT Riga uit de Sovjet-Unie. Ze verliezen de eerste wedstrijd met 55-38 en de tweede wedstrijd met 48-44. In 1956 en 1959 wordt ze derde en in 1963 wordt ze tweede met RSFSR Leningrad om het Landskampioenschap van de Sovjet-Unie.
Als speler voor het nationale team van de Sovjet-Unie won ze één keer goud op het Europees kampioenschap in 1954. In 1963 stopte ze met basketballen. Van 1964 t/m 1987 was ze Senior docent bij de afdeling Lichamelijke opvoeding van het Leningrad Institute of Aviation Instrumentation (LIAP).

## Erelijst
- Landskampioen Sovjet-Unie:
  - Tweede: 1961, 1962, 1963
  - Derde: 1953, 1956, 1959, 1960
- FIBA Women's European Champions Cup:
  - Runner-up: 1962
- Europees Kampioenschap: 1
  - Goud: 1954